# Высокомазовецкий повет
Высокомазовецкий повет (пол. Powiat wysokomazowiecki) — повет (район) в Польше, входит как административная единица в Подляское воеводство. Центр повета — город Высоке-Мазовецке. Занимает площадь 1288,49 км². Население — 58 335 человек (на 30 июня 2015 года).

## Административное деление
| Герб | Гмина            | Статус            | Площадь, км² | Население, чел. | Административный центр |
| Герб | Высоке-Мазовецке | городская         | 15,24        | 9483            |                        |
| Герб | Высоке-Мазовецке | сельская          | 166,11       | 5392            | Высоке-Мазовецке       |
|      | Клюково          | сельская          | 133,77       | 4500            | Клюково                |
| Герб | Кобылин-Божимы   | сельская          | 119,60       | 3325            | Кобылин-Божимы         |
| Герб | Кулеше-Косцельне | сельская          | 115,45       | 3187            | Кулеше-Косцельне       |
| Герб | Нове-Пекуты      | сельская          | 139,37       | 4005            | Нове-Пекуты            |
| Герб | Соколы           | сельская          | 155,57       | 5797            | Соколы                 |
| Герб | Цехановец        | городско-сельская | 201,46       | 8975            | Цехановец              |
| Герб | Чижев            | городско-сельская | 123,40       | 6494            | Чижев                  |
| Герб | Шепетово         | городско-сельская | 151,90       | 7177            | Шепетово               |

## Демография
Население повета дано на 30 июня 2015 года.
| Перепись            | Всего  | Женщины | Мужчины |
| ------------------- | ------ | ------- | ------- |
| Всего               | 58 335 | 29 410  | 28 925  |
| Городское население | 19 197 | 9376    | 9821    |
| Сельское население  | 39 138 | 20 034  | 19 104  |